# Pacificanthia rotundicollis
Pacificanthia rotundicollis is een keversoort uit de familie soldaatjes (Cantharidae). De wetenschappelijke naam van de soort werd in 1825 gepubliceerd door Thomas Say.